# Izvoarele (okręg Giurgiu)
Izvoarele – wieś w Rumunii, w okręgu Giurgiu, w gminie Izvoarele. W 2011 roku liczyła 1323 mieszkańców.